# Mirfak-Nunatak
Der Mirfak-Nunatak ist ein Nunatak nahe dem Polarplateau in der antarktischen Ross Dependency. Er ragt 16 km südwestlich des Vance Bluff auf.
Das Advisory Committee on Antarctic Names benannte ihn 1965 nach der USNS Mirfak, einem Transportschiff, das bei der Operation Deep Freeze des Jahres 1963 für Fahrten zur McMurdo-Station eingesetzt worden war.